# Dwight Phillips
Dwight Phillips (født 1. oktober 1977 i Decatur, Georgia, USA) er en amerikansk atletikudøver (længdespringer), der vandt guld i længdespring ved OL i Athen 2004. Han vandt også guld i disciplinen ved VM i både 2003 og 2005, samt bronze i 2007.